# Didemnum toafene
Didemnum toafene är en sjöpungsart som beskrevs av Monniot 1987. Didemnum toafene ingår i släktet Didemnum och familjen Didemnidae. Inga underarter finns listade i Catalogue of Life.